# Cultura kallawaya
La cultura Kallawaya (també Callahuaya i Kolyawaya) és una cultura aborigen originària de les poblacions de Curva, Chajaya, Khanlaya, Huata Huata, Inka i Chari, contornada de Charazani, província de Bautista Saavedra, Departament de La Paz, Bolívia. Immemorialment la cultura kallawaya s'ha centrat en l'estudi i exercici de la medicina tradicional itinerant, i els seus sanadorés recorren els camins de l'Inca a la cerca de plantes medicinals.
La medicina kallawaya exercida actualment per uns 2 mil hòmens, utilitza plantes, animals, productes humans, minerals, amulets i teràpies. Els coneixements, transmesos pels pares i iaios als xicots i xiquets, en el seu conjunt conformen un patrimoni intangible. A més dels seus coneixements en matèria de medicina natural, els Kallawalla compartixen una cosmologia, un conjunt de coherents creences, rituals, mites, valors i expressions artístiques que li proporcionen una visió original del món, de la qual depèn la seua concepció de la salut, que unix la naturalesa, l'espiritual, la societat i la persona. Els Kallawalla han conservat una detallada classificació antiga de les plantes i animals, que pot procedir de l'època incaica. D'altra banda, al mateix temps que metges viatgers, els Kallawaya són agricultors. Usen inclús els seus vestits tradicionals i en el cas dels hòmens els identifiquen els seus ponxos rojos amb franges d'altres colors i el barret.
Hi ha diversa hipòtesi sobre l'origen dels Kallawaya. L'arqueologia de la zona està influenciada pel Tiwanaku expansiu i la subsegüent cultura Mollo. Se sap per les cròniques, que en l'Imperi Inca els sabers del qual metge religiosos van sintetitzar els kallawaya tenien un estatus especial, practicaven la medicina tradicional portat plantes medicinals d'un lloc a un altre i eren encarregats de carregar el camina de l'Inca. Se'ls reconeixia un territori autònom molt més ampli que la regió que habiten actualment, en una franja de pisos ecològics que van dels 1.000 fins als 5.000 m.s.n.m. la qual cosa els proporcionava accés a una varietat de plantes medicinals i una interrelació amb cultures de l'altiplà i les terres baixes, que va poder haver sigut la base de la seua medicina itinerant.
S'han donat diverses interpretacions per al significat del seu nom que per a alguns, a partir de l'aimara, significa País dels Metges o simplement metges o medicina. Altres, des del quítxua l'interpreten com "els qui porten plantes a l'esquena" o com una referència a una planta medicinal de la família polipodiàcia, kalawala (Polypodium pycnocarpum).
Kallawalla actuals parlen a més de quítxua, aimara i castellà, una llengua pròpia, usada entre ells i en els rituals i pràctica medicinal. És esta llengua, kalliawayai vol dir "iniciat" en el saber. Els lingüistes han aconseguit demostrar que esta llengua amb una base morfològica quítxua integra paraules i afixos procedents de l'idioma puquina que es parlava a l'Imperi Inca i que està present a la toponímia andina boliviana.
La cultura kallawaya va ser declarada per la UNESCO com a Obra Mestra del Patrimoni Oral i Intangible de la Humanitat, l'any 2003.